# 罗伯托·穆齐
罗伯托·穆齐（義大利語：Roberto Muzzi，1971年9月21日—），意大利男子足球运动员，司职前锋。他曾代表意大利国奥队参加1992年夏季奥林匹克运动会足球比赛，获得第七名。